# Saltangará
Saltangarà [ˈsaltaŋgaɹɔa] és una localitat de l'illa d'Eysturoy, a les illes Fèroe. Forma part del municipi de Runavík. L'1 de gener de 2021 tenia 1069 habitants.
El poble es troba a la costa oriental del fiord anomenat Skalafjordur, entre les poblacions de Glyvrar i Runavík. Conforma una gran aglomeració urbana contínua de 10 km d'extensió al llarg de la costa amb els pobles següents: Runavík, Rituvík, Skipanes, Søldarfjørður, Glyvrar, Lamba i Lambareiði. Actualment, aquesta àrea s'ha desenvolupat per acabar concentrant la majoria de botigues de queviures, mobles i roba de l'illa d'Eysturoy, juntament amb bancs, botigues de licors, oficines de correus i, fins i tot, un centre d'art.
Com a port natural més gran i segur de les Fèroe, el fiord de Skálafjørður té una gran activitat dins dels serveis de pesca, piscicultura i subministrament de la indústria petroliera del mar del Nord. El port esportiu també és un port popular per als creuers.
Saltangará va ser fundada el 1846. El nom deriva de tres paraules: angar prové del nòrdic antic angr, que significa fiord o badia; á significa un corrent; i la salt té el mateix significat en feroès, islandès i anglès i significa sal.